# Artemisia dahurica
Artemisia dahurica là một loài thực vật có hoa trong họ Cúc. Loài này được (Turcz.) Poljakov mô tả khoa học đầu tiên năm 1955.